# Верещагина, Ксения Сергеевна
Ксе́ния Серге́евна Вереща́гина (16 июня 1987, Кирово-Чепецк, Кировская область — 6 апреля 2020) — российская пловчиха, чемпионка России по плаванию брассом, член сборной команды России, мастер спорта России международного класса.

## Биография

### Юношеские соревнования
Воспитанница кирово-чепецкой школы плавания. Начала заниматься в отделении плавания детско-юношеской спортивной школы при Спортивном клубе «Олимпия». Первый тренер — Козлова Наталья Алексеевна, тренер-преподаватель отделения плавания СДЮСШОР (позже — заслуженный тренер России).
В 2000 году команда девушек из Кирово-Чепецка стала первой на чемпионате России среди ДЮСШ, а Ксения выиграла заплывы на 100 и 200 м брассом. По итогам сезона она вошла в сборную страны. В 2002 году на проходившем в Ростове-на-Дону первенстве России среди юниоров в заплывах брассом она завоевала «золото» на дистанции 200 м и стала третьей на 100 м.
В 2002 году на проходивших в Москве Международных спортивных юношеских играх среди стран СНГ, Балтии и регионов России она стала первой на дистанциях 100 м и 200 м брассом и в эстафете 4×100 м в комплексном плавании.

### Спортивная карьера
С 2000 года тренировалась в Волгограде и представляла на внутренних соревнованиях Кировскую и Волгоградскую области. На чемпионатах России в 2003 (в Москве), в 2004 (зимой в подмосковном Чехове и вновь в Москве), в 2005 (зимой в Самаре и снова в Москве) годах неизменно занимала вторые места в плавании брассом на дистанции 200 м. На проходившем в 2006 году опять в Москве чемпионате России наконец поднялась на высшую ступень российского чемпионата в этой дисциплине.
Входила в состав национальной сборной России. На проходившем в 2004 году в Вене чемпионате Европы на короткой воде (25 м) участвовала в финальном заплыве на 200 м брассом (5 место). Входила в состав сборной России на Олимпийских играх 2004 года в Афинах и 2008 года в Пекине.
6 апреля 2020 года скончалась после тяжёлой болезни.

## Спортивные достижения
- серебряный призёр Чемпионата России по плаванию (Москва, 2003) на дистанции 200 м (брасс)
- серебряный призёр Зимнего чемпионата России по плаванию (Чехов, 2004) на дистанции 200 м (брасс)
- серебряный призёр Чемпионата России по плаванию (Москва, 2004) на дистанции 200 м (брасс)
- серебряный призёр Зимнего чемпионата России по плаванию (Самара, 2005) на дистанции 200 м (брасс)
- серебряный призёр Чемпионата России по плаванию (Москва, 2005) на дистанции 200 м (брасс)
- чемпион России по плаванию (Москва, 2006) на дистанции 200 м (брасс)